# Liste von Persönlichkeiten der Stadt Kairo
Liste von Persönlichkeiten der Stadt Kairo (in Kairo, Gizeh oder Heliopolis geboren):

## A
- Hisham Abbas (* 1963), Sänger
- Mohammed Abbas (* 1980), Squashspieler
- Feryal Abdelaziz (* 1999), Karateka
- Marwa Abdelhady Magdy (* 1997), Volleyball- und Beachvolleyballspielerin
- Tewfik Abdullah (1896–1950), Fußballspieler
- Miguel Ablóniz (1917–2001), italienischer Gitarrist, Pädagoge und Komponist
- Ezzat Abou Aouf (1948–2019), Schauspieler und Rockmusiker
- Mohamed Abouelghar (* 1993), Squashspieler
- Nour Aboulmakarim (* 2001), Squashspielerin
- Randa Abu Bakr (* 1966), Geisteswissenschaftlerin
- Yathreb Adel (* 1996), Squashspielerin
- Ahmed Adly (* 1987), Großmeister im Schach
- Leila Ahmed (* 1940), ägyptisch-amerikanische Professorin für Frauenstudien
- Rose Alba (1920–2005), englische Schauspielerin
- Goffredo Alessandrini (1904–1978), italienischer Filmregisseur
- Haya Ali (* 2004), Squashspielerin
- Kamal Hasan Ali (1921–1993), General, Politiker und Premierminister
- Magdi Allam (* 1952), italienischer Journalist
- Reem Alsalem (* 1976), jordanische Politologin, Rechtswissenschaftlerin und Spezialistin für Menschenrechte
- Ahmed Aly Elsayed (* 1979), US-amerikanischer Snookerspieler
- Mohamed Aly (* 1975), Boxer
- Ghada Amer (* 1963), Künstlerin
- Samir Amin (1931–2018), Ökonom
- an-Nasir Ahmad I. († 1344), Sultan der Mameluken
- Patrick Antaki (* 1964), libanesischer Skeletonsportler
- Paul Antaki (1927–2011), Weihbischof der Melkitischen Griechisch-Katholischen Kirche
- Richard Anthony (1938–2015), französischer Sänger
- Mohammed Al-Nabhani (* 1985), omanischer Tennisspieler
- Fathi Arafat (1933–2004), palästinensischer Arzt
- Jassir Arafat (1929–2004), palästinensischer Politiker
- Mostafa Asal (* 2001), Squashspieler
- Al-Aschraf († nach 1254), Sultan von Ägypten
- al-Aschraf Kudschuk (1334–1345), Sultan der Mamluken
- Hisham Mohd Ashour (* 1982), Squashspieler
- Ramy Ashour (* 1987), Squashspieler
- Abdel Azim Ashry (1911–1997), Basketballspieler, -schiedsrichter und Sportfunktionär
- Radua Ashur (1946–2014), Schriftstellerin
- Shaker Assem (* 1964), ägyptisch-österreichischer Maschinenbauingenieur und Sprecher der islamistischen Organisation Hizb ut-Tahrir
- Ala al-Aswani (* 1957), Schriftsteller
- Kenzy Ayman (* 2004), Squashspielerin
- Omar Abdel Aziz (* 1983), Squashspieler
- al-Aziz (Ayyubide) (1171–1198), Sultan der Ayyubiden

## B
- Georges Michel Bakar (* 1946), Erzbischof der Melkitischen Griechisch-Katholischen Kirche
- Alan E. Baklayan (* 1959), deutscher Heilpraktiker
- Salwa Bakr (* 1949), Schriftstellerin
- Lauren Baltayan (* 2007), französische Squashspielerin
- Abu Ubaida al-Banschiri (1950–1996), Mitbegründer von al-Qaida
- Ahmed Barada (* 1977), Squashspieler
- Mohammed el-Baradei (* 1942), Diplomat
- M. Cherif Bassiouni (1937–2017), ägyptisch-amerikanischer Jurist
- Hussein Bassir (* 1973), Archäologe
- Giuseppe Bausardo (* 1951), emeritierter Apostolischer Vikar von Alexandria
- Guy Béart (1930–2015), französischer Ingenieur, Chansonnier, Komponist und Schauspieler
- Stephen Belcher (* 1953), US-amerikanischer Akademiker und Autor
- Mike Beuttler (1942–1988), britischer Rennfahrer
- Tariq al-Bischri (1933–2021), Denker und Rechtsgelehrter
- Ecke Bonk (* 1953), deutscher Künstler
- Boutros Boutros-Ghali (1922–2016), Diplomat, Politiker und Generalsekretär der Vereinten Nationen
- Youssef Boutros Ghali (* 1952), Politiker

## C
- Nina Catach (1923–1997), französische Linguistin und Romanistin
- Sérénade Chafik (* 1965), ägyptisch-französische Aktivistin für Menschenrechte
- Chaled al-Chamissi (* 1962), Schriftsteller und Journalist
- Andrée Chedid (1920–2011), französische Schriftstellerin
- Avi Cohen (1956–2010), israelischer Fußballspieler
- Albert Cossery (1913–2008), Schriftsteller
- Nicholas Courtney (1929–2011), britischer Schauspieler
- Dorothy Crowfoot Hodgkin (1910–1994), britische Biochemikerin
- Harry Crookshank, 1. Viscount Crookshank (1893–1961), britischer Politiker
- Henri Curiel (1914–1978), ägyptischer Kommunist

## D
- Daniel Dagan (* 1944), israelischer Journalist und Autor
- Dalida (1933–1987), französische Sängerin und Schauspielerin
- Damian (* 1955), Generalbischof der koptisch-orthodoxen Kirche in Deutschland
- Muhammad ibn Musa al-Damiri (1344/49–1405), arabischer Naturhistoriker und Rechtsgelehrter
- Alex D’Arcy (1908–1996), Schauspieler
- Ahmed Mahmoud Osman Darwish (* 1959), Politiker
- Karim Darwish (* 1981), Squashspieler
- Fares Dessouki (* 1994), Squashspieler
- Alan Deyermond (1932–2009), britischer Romanist

## E
- Édika (* 1940), französischer Comiczeichner
- Inji Efflatoun (1924–1989), Malerin, Aktivistin und Autorin
- Atom Egoyan (* 1960), kanadisch-armenischer Regisseur
- Seif Eissa (* 1998), Taekwondoin
- Sherif Ekramy (* 1983), Fußballspieler
- Mostafa El-Abbadi (1928–2017), Historiker und Professor für griechisch-römische Studien
- Nabil Elaraby (1935–2024), Jurist und Generalsekretär der Arabischen Liga
- Omar Elborolossy (* 1975), Squashspieler
- Halim El-Dabh (1921–2017), Komponist, Musikwissenschaftler und -pädagoge
- Kanzy El Defrawy (* 1994), Squashspielerin
- Taha El-Gamal (1923–1956), Schwimmer und Wasserballspieler
- Taher Elgamal (* 1955), US-amerikanischer Kryptologe
- Ahmed El-Gendy (* 2000), Pentathlet
- Ahmed El-Giddawi (1931–2013), Turner
- Yasser El Halaby (* 1984), Squashspieler
- Hania El Hammamy (* 2000), Squashspielerin
- Karim El Hammamy (* 1995), Squashspieler
- Nadien Elhammamy (* 2007), Squashspielerin
- Wael El Hindi (* 1980), Squashspieler
- Ibrahim Elkabbani (* 2002), Squashspieler
- Lenin el-Ramly (1945–2020), Theater- und Filmautor und Regisseur
- Tamer El Sawy (* 1972), Tennisspieler
- Nour El Tayeb (* 1993), Squashspieler
- Salma Eltayeb (* 2004), Squashspielerin
- Salah Eltorgman (* 2002), kanadischer Squashspieler
- Aaron ben Elia (* um 1300–1369), Religionsphilosoph der Karäer
- Hans Engel (1894–1970), deutscher Musikwissenschaftler
- Najat Essaghira (* 1936), Sängerin und Schauspielerin
- Mohamed Essam (* 1994), ägyptisch-polnischer Fußballspieler
- Eutychios von Alexandria (* 876/77–940), melkitischer Patriarch von Alexandrien
- Yasmin Ezzat (* 2003), Tennisspielerin

## F
- Sharifa Fadel (1938–2023), Sängerin und Schauspielerin
- Fadia von Ägypten (1943–2002), ägyptische Prinzessin
- Amin Sameh Samir Fahmy (* 1949), Politiker
- Ali Farag (* 1992), Squashspieler
- Faruq I. (1920–1965), König von Ägypten
- Essam Abd el-Fatah (* 1965), FIFA-Schiedsrichter
- Alaa Abd el-Fattah (* 1981), Blogger und Softwareentwickler
- Karim Ali Fathi (* 1993), Squashspieler
- Mahmud Fauzi (1900–1981), Diplomat und Premierminister
- Julian Fellowes (* 1949), britischer Filmschauspieler, Drehbuch- und Romanautor
- Kostas Ferris (* 1935), griechischer Regisseur
- Cecil Scott Forester (1899–1966), englischer Schriftsteller und Journalist
- Herbert Frenzel (1913–1968), deutscher Romanist und Italianist
- Fu'ād I. (1868–1936), König von Ägypten
- Fu'ād II. (* 1952), König von Ägypten

## G
- Omar Gaber (* 1992), Fußballspieler
- Clive Gallop (1892–1960), britischer Konstrukteur und Autorennfahrer
- Nardine Garas (* 2003), Squashspielerin
- Maged George Ilias Ghatas (* 1949), Politiker
- Omar Ahmed el-Ghazaly (* 1984), Diskuswerfer
- Ahmed Aboul Gheit (* 1942), Diplomat und Politiker
- Wael Ghonim (* 1980), Internet-Aktivist
- Hamed Gohar (1907–1992), Meereswissenschaftler
- Nouran Gohar (* 1997), Squashspielerin
- André Green (1927–2012), französischer Psychoanalytiker
- Alexandra Grimal (* 1980), französische Jazzmusikerin
- Osvaldo Louis Guglielmi (1906–1956), US-amerikanischer Maler
- Amina Hamza Mohamed El-Guindi (* 1942), Politikerin
- John Battiscombe Gunn (1928–2008), britischer Physiker
- Said Halim Pascha (1864–1921), türkischer Großwesir

## H
- Mohamed Essam Hafiz (* 1976), Squashspieler
- Pablo Hakimian (1953–2024), armenisch-katholischer Bischof von Buenos Aires und Apostolischer Exarch von Lateinamerika und Mexiko
- Mona Hala (* 1985), ägyptisch-österreichische Schauspielerin
- Mido Hamada (* 1971), deutscher Film- und Theaterschauspieler
- Baligh Hamdi (1932–1993), Komponist
- William D. Hamilton (1936–2000), britischer Biologe
- Gamal Hamza (* 1981), Fußballspieler
- Mohamed Magdi Hamza (* 1996), Kugelstoßer
- Clément-Joseph Hannouche (1950–2020), syrisch-katholischer Bischof von Kairo
- Doha Hany (* 1997), Badmintonspielerin
- Mayar Hany (* 1997), Squashspielerin
- Jean C. Harris (1927–1988), US-amerikanische Kunsthistorikerin und Museumsdirektorin
- Ahmed Hassan (* 1993), ägyptisch-portugiesischer Fußballspieler
- Ibrahim Hassan (* 1966), Fußballspieler
- Mostafa Amr Hassan (* 1995), Kugelstoßer
- Abdel Khaliq Hassuna (1898–1992), Politiker
- Ahmed Helmi Helal (1931–2010), deutscher Bibliothekar
- Georges Henein (1914–1973), ägyptischer Dichter und Schriftsteller in französischer Sprache
- Mazen Hesham (* 1994), Squashspieler
- Riem Higazi (* 1970), österreichische Moderatorin
- Hovhannes Bedros XVIII. Kasparian (1927–2011), armenisch-katholischer Patriarch von Kilikien und Armenier
- Soad Hosni (1943–2001), Schauspielerin
- Hadia Hosny (* 1988), Badmintonspielerin
- Tamer Hosny (* 1977), Sänger, Schauspieler und Komponist
- Ahmed Hossam (* 1983), Fußballspieler
- Walther von Hünersdorff (1898–1943), deutscher Offizier
- Bruno Hussar (1911–1996), katholischer Priester

## I
- Jussuf Ibrahim (1877–1953), Kinderarzt
- Moaaz Mohamed Ibrahim (* 1999), katarischer Diskuswerfer
- Youssef Ibrahim (* 1999), Squashspieler
- Ekmeleddin İhsanoğlu (* 1943), türkischer Chemiker
- Maryana Iskander (* 1975), US-amerikanische Managerin
- Ismail Pascha (1830–1895), Vizekönig von Ägypten
- Charles Issawi (1916–2000), Wirtschaftshistoriker

## J
- Edmond Jabès (1912–1991), französischer Schriftsteller und Dichter
- John E. Jackson (* 1945), 	britisch-schweizerischer Literaturwissenschaftler, Lyriker und Übersetzer

## K
- Yakup Kadri Karaosmanoğlu (1889–1974), türkischer Journalist, Politiker und Schriftsteller
- Kahraba (* 1994), Fußballspieler
- Johannes Kai (1912–1999), deutscher Schriftsteller, Drehbuchautor und Filmregisseur
- Samir Kamouna (* 1972), Fußballspieler
- Omneya Abdel Kawy (* 1985), Squashspielerin
- Anthony Kershaw (1915–2008), britischer Politiker
- Abu-Bakr Khairat (1910–1963), Komponist
- Omar Khairat (* 1949), Komponist
- Amr Khaled Khalifa (* 1992), Squashspieler
- Salman Khalil (* 2005), Squashspieler
- Yehya Khalil, Jazzschlagzeuger und Bandleader
- Omar Khorshid (1945–1981), Rock- und Popgitarrist
- George Khoury (1912–1983), ägyptisch-US-amerikanischer Schauspieler
- Carl Kliewer (1885–1982), deutscher Schauspieler
- Awak Kuier (* 2001), finnischer Basketballspielerin

## L
- Lucette Lagnado (1956–2019), sephardisch-amerikanische Schriftstellerin und Journalistin
- Benny Lévy (1945–2003), Philosoph und Schriftsteller
- Glenys Linos (1937–2020), griechische Opernsängerin
- Penelope Lively (* 1933), britische Schriftstellerin
- Karim Lotfy (* 1989), Hochspringer
- Maurice Louca (* 1982), Musiker

## M
- Ali Maher Pascha (1882–1960), Politiker
- Nagib Mahfuz (1911–2006), Schriftsteller
- Adel Mahmoud (1941–2018), US-amerikanischer Mediziner und Hochschullehrer
- Mohamed El Makkawy (* 1948), professioneller Bodybuilder
- Tarek Mohammed Kamel Mahmoud (1962–2019), Politiker
- Mustafa Mansour (1914–2002), Fußballspieler
- Omar Marmoush, (* 1999), Fußballspieler
- Aya Medany (* 1988), Pentathletin
- Azmi Mohamed Megahed (1950–2020), Volleyballspieler
- Omar Abdel Meguid (* 1988), Squashspieler
- Yara Mekawei (* 1987), Klangkünstlerin und Komponistin
- Hatem Mersal (* 1975), Weitspringer
- Sayed Abdou Mostafa Meshaal (* 1942), Politiker
- Gérald Messadié (1931–2018), französischer Historiker
- Carlos Miranda y Elío (* 1943), spanischer Diplomat
- Tarek Momen (* 1988), Squashspieler
- Serag Monier (1904–1957), Schauspieler
- Omar Mosaad (* 1988), Squashspieler
- Fouad El Mouhandes (1924–2006), Schauspieler
- Leila Mourad (1918–1995), Schauspielerin und Sängerin
- Raouf Salama Moussa (1929–2006), Bakteriologe und Verleger
- Salama Moussa (1889–1958), Literat
- Ahmed Moustafa (1940–2022), Fußballspieler
- Ali Pascha Mubarak (1823–1893), Staatsmann und Schriftsteller
- Farid Müller (* 1962), deutscher Politiker
- Rosamund Musgrave (* 1986), britische Skilangläuferin
- Amr Mussa (* 1936), Diplomat
- Arafa Hussein Mustafa (1940–2019), Professor für Semitistik

## N
- Anas Ahmed Nabih El-Fiqqi (* 1960), Politiker
- Malak Hifnī Nāsif (1886–1918), Frauenrechtlerin
- Nerses Bedros XIX. Tarmouni (1940–2015), Patriarch des armenisch-katholischen Patriarchats von Kilikien
- Lotfia el-Nadi (1907–2002), Flugpionierin
- Nariman Sadiq (1933–2005), Königin von Ägypten
- Mohammed El Naschie (* 1943), Mathematiker, Physiker und Ingenieur
- Stilijana Nikolowa (* 2005), bulgarische rhythmische Sportgymnastin
- Monir Fakhri Abdel Nour (* 1945), Politiker
- Ibn Nubata (1287–1366), arabischer Dichter
- Stephanie Nur (* 1988), österreichische Schauspielerin

## O
- Amina Orfi (* 2007), Squashspielerin

## P
- Nikoferis Themistokeles Paradellis (1942–2002), griechischer Physiker
- Samy Pavel (* 1944), ägyptisch-belgischer Schauspieler, Filmregisseur und Filmproduzent

## Q
- Muntasir al-Qaffasch (* 1964), Schriftsteller

## R
- Raffi (* 1948), Sänger und Komponist
- Hany Ramzy (* 1969), Fußballspieler
- Hossam Ramzy (1953–2019), Perkussionist und Musikproduzent
- Hani Rashid (* 1958), US-amerikanischer Architekt
- Karim Rashid (* 1960), US-amerikanischer Designer
- Mahmoud Reda (1930–2020), Tänzer und Choreograf
- Mohamed Reda (* 1989), Squashspieler
- Jamil El Reedy (* 1965), Skirennläufer
- Alifa Rifaat (1930–1996), Schriftstellerin
- Marika Rökk (1913–2004), deutsch-österreichische Filmschauspielerin
- Henry Rousso (* 1954), französischer Historiker
- Vassula Rydén (1942–2024), christliche Visionärin

## S
- Ahmed Safwat (1947–2003), Squashspieler
- Najat al Saghira (el Saghira; es Saghira) (* 1936), Sängerin und Schauspielerin, siehe Najat Essaghira
- Muhammad Said (1822–1863), Vizekönig von Ägypten
- Kaamel Salah-Eldin, Cellist
- Andraos Salama (1931–2005), ägyptischer koptisch-katholischer Geistlicher, Bischof von Gizeh
- Fathy Salama (* 1969), Musiker
- Amr Ezzat Salama (* 1951), Politiker
- Hussein Salem (1933–2019), Unternehmer
- Kabary Salem (* 1968), US-amerikanischer Boxer ägyptischer Herkunft
- Samir Khalil Samir (* 1938), Islamwissenschaftler
- Samuel (koptischer Bischof) (1920–1981), Allgemeiner Bischof der Koptischen Kirche
- Alexandre Sanguinetti (1913–1980), französischer Politiker
- Youssef Ibrahim Sarraf (1940–2009), Bischof von Kairo
- Samih Sawiris (* 1957), Unternehmer
- Mohamed El-Sayed (* 2003), Fechter
- Ahmad Schafiq (* 1941), Politiker
- Thomas van de Scheck (* 1965), deutscher Fotograf und Künstler
- Samih Schukri (* 1952), Diplomat, Außenminister Ägyptens
- Amr Shabana (* 1979), Squashspieler
- Salma Shabana (* 1976), Squashspielerin
- Shadia (1931–2017), Filmschauspielerin und Sängerin
- Ismail El Shafei (* 1947), Tennisspieler
- Hussein El Shahat (* 1992), Fußballspieler
- Nadine Shahin (* 1997), Squashspielerin
- Hani Shaker (* 1952), Schauspieler und Sänger
- Ahmed Shamsaldin (* 1993), Fußballspieler
- Omar Shapli (1930–2010), US-amerikanischer Schauspieler, Schauspiellehrer und Autor
- Adham Sharara (* 1953), Präsident des Tischtennisweltverbandes ITTF
- Farid Shawqi (1920–1998), Schauspieler, Regisseur und Filmproduzent
- Ricky Shayne (1944–2024), französischer Schlagersänger
- Seif Shenawy (* 2001), Squashspieler
- Mayar Sherif (* 1996), Tennisspielerin
- Yassin Shohdy (* 2005), Squashspieler
- Stephanos I. Sidarouss (1904–1987), Patriarch von Alexandria
- Aziz Sidqi (1920–2008), früherer Premierminister von Ägypten
- Simone Silva (1928–1957), französisches Starlet
- Ramadan Sobhi (* 1997), Fußballspieler
- Robert Solé (* 1946), französischer Schriftsteller und Journalist
- Youssef Soliman (* 1997), Squashspieler
- Sherif Sonbol (1956–2023), Fotograf
- Denise Soriano (1916–2006), französische Geigerin
- Edmond Soussa (1898–1989), Karambolagespieler und elffacher Weltmeister
- Henry Stuart (1885–1948), schweizerischer Schauspieler, Filmregisseur und Drehbuchautor
- Aida Stucki (1921–2011), Schweizer Geigerin und Pädagogin
- David Sultan (* 1938), israelischer Diplomat
- Amr Swelim (* 1984), ägyptisch-italienischer Squashspieler

## T
- Albert Tadros (1914–1993), Basketballspieler
- Mohamed Awad Tageddin (* 1945), Politiker
- Bahaa Taher (1935–2022), Autor und Übersetzer
- Aḥmad Taimūr Pascha (1871–1930), ägyptischer Gelehrter
- Umar at-Talmasani (1904–1986), Führer der ägyptischen Muslimbruderschaft
- Menna el-Tanany (* 1990), Badmintonspielerin
- Mohammed Hussein Tantawi (1935–2021), Politiker und Militär
- Kareem El Torkey (* 2004), Squashspieler
- Arto Tschakmaktschian (1933–2019), armenisch-sowjetisch-kanadischer Bildhauer und Hochschullehrer
- William Tucker (* 1935), britisch-US-amerikanischer Bildhauer

## V
- Thukydidis Valentis (1908–1982), griechischer Architekt und Akademiker

## W
- Amir Wagih (* 1967), Squashspieler
- Andrew Wagih (* 1990), Squashspieler
- Abdel Moneim Wahibi (1912–1988), Basketballspieler, -schiedsrichter und Sportfunktionär
- Leïla el-Wakil (* 1955), Kunsthistorikerin
- Jonathan Williams (1942–2014), britischer Automobilrennfahrer

## X
- Nikos Xydakis (* 1952), griechischer Komponist

## Y
- Anok Yai (* 1997), US-amerikanisches Model südsudanesischer Herkunft
- Nil Yalter (* 1938), türkische Grafikerin, Fotografin und Installationskünstlerin
- Bat Yeʾor (* 1933), britische Autorin
- Ibn Yunus (um 951–1009), Astronom und Mathematiker

## Z
- Gihane Zaki (* 1966), Ägyptologin und Leiterin des Großen Ägyptischen Museums
- Aiman az-Zawahiri (1951–2022), Arzt und ehemaliger Chef der Untergrundorganisation Ägyptischer Islamischer Dschihad
- Elias Zoghbi (1912–2008), melkitisch griechisch-katholischer Erzbischof von Baalbek im Libanon